# José Luis Bitabares
José Luis Bitabares Dominici (* in La Paloma) ist ein uruguayischer Fußballtrainer.

## Karriere
Bitabares war bereits ab Dezember 2004 als Trainer beim Rocha FC tätig. Von Dezember 2008 bis März 2010 trainierte er die Departamento-Auswahl von Rocha. Auch im Oktober 2012 wird er als Trainer des Rocha FC geführt. Im November 2012 stellte er sein Amt jedoch aufgrund mangelnder Unterstützung durch die Vereinsführung zur Verfügung. Zudem gab er seit einem halben Jahr ausstehende Gehälter für seinen Co-Trainer Miguel Cola als Begründung an. Vom selben Tag existieren allerdings auch Meldungen, dass er nach einer erzielten Einigung mit Vereinspräsident Antonio Pereyra Montes seine Tätigkeit wieder aufgenommen habe. Am 8. September 2013 wurde seitens des Rocha FC vermeldet, dass erneut das Traineramt bei der in der Segunda División antretenden Mannschaft übernommen hat. Begleitend dazu legte Bitabares seine bis dahin innegehabten Aufgaben in den Führungsgremien des Vereins nieder. Als Assistenztrainer stand ihm seither Camilo Bitabares zur Seite.
Bitabares geriet in die Schlagzeilen, als er während der Vorbereitung seines Klubs auf die Clausura 2015 am Rande eines Freundschaftsspiels gegen die Departamento-Auswahl von Maldonado am 27. Februar 2015 den Journalisten Gustavo Rodríguez verprügelte und diesem Gesichtsverletzungen zufügte. Im Mai 2015 endete sein Engagement als Trainer beim Rocha FC. Seitdem ist er vereinslos.